# Magnesi gluconat
Magnesium gluconate là một hợp chất có công thức MgC12H22O14 với khối lượng phân tử là 414,599 g/mol. Đây là một loại muối magiê của axit gluconic.

## Ứng dụng y học
Gluconic acid là chất nền ban đầu cho các phản ứng của đường phosphate pentose của oxy hóa glucose, vì vậy nó đã được cho rằng có thể ảnh hưởng đến sự chuyển hóa năng lượng của ty thể. Ở Ukraine, magnesium gluconate cùng với kali gluconate có trong thuốc Rhythmocor được sử dụng để điều trị bệnh tim. Những tác dụng này là do ảnh hưởng của acid gluconic lên sự trao đổi chất của tim hay do ảnh hưởng của magnesi và kali lên áp suất thẩm thấu thì vẫn chưa được ai biết đến.

## Một số tên gọi khác
- Almora
- UNII-TH52F4317B
- 3632-91-5
- Glucomag
- Glucosium